# Provinz Luang Prabang
Luang Prabang (Lao ຫລວງພະບາງ, ALA-LC: Lūang Phabāng) ist eine Provinz (Khwaeng) im Norden von Laos. Sie hat 467.000 Einwohner (Stand: 2020). Die Hauptstadt der Provinz ist die gleichnamige Stadt Luang Prabang.

## Geographie
Benachbarte Provinzen (von Norden gegen den Uhrzeigersinn): Phongsali, Oudomxay, Sayaburi, Vientiane, Saysomboun, Xieng Khouang und Houaphan. Im Nordosten grenzt Luang Prabang an die Provinz Điện Biên von Vietnam.

## Verkehr

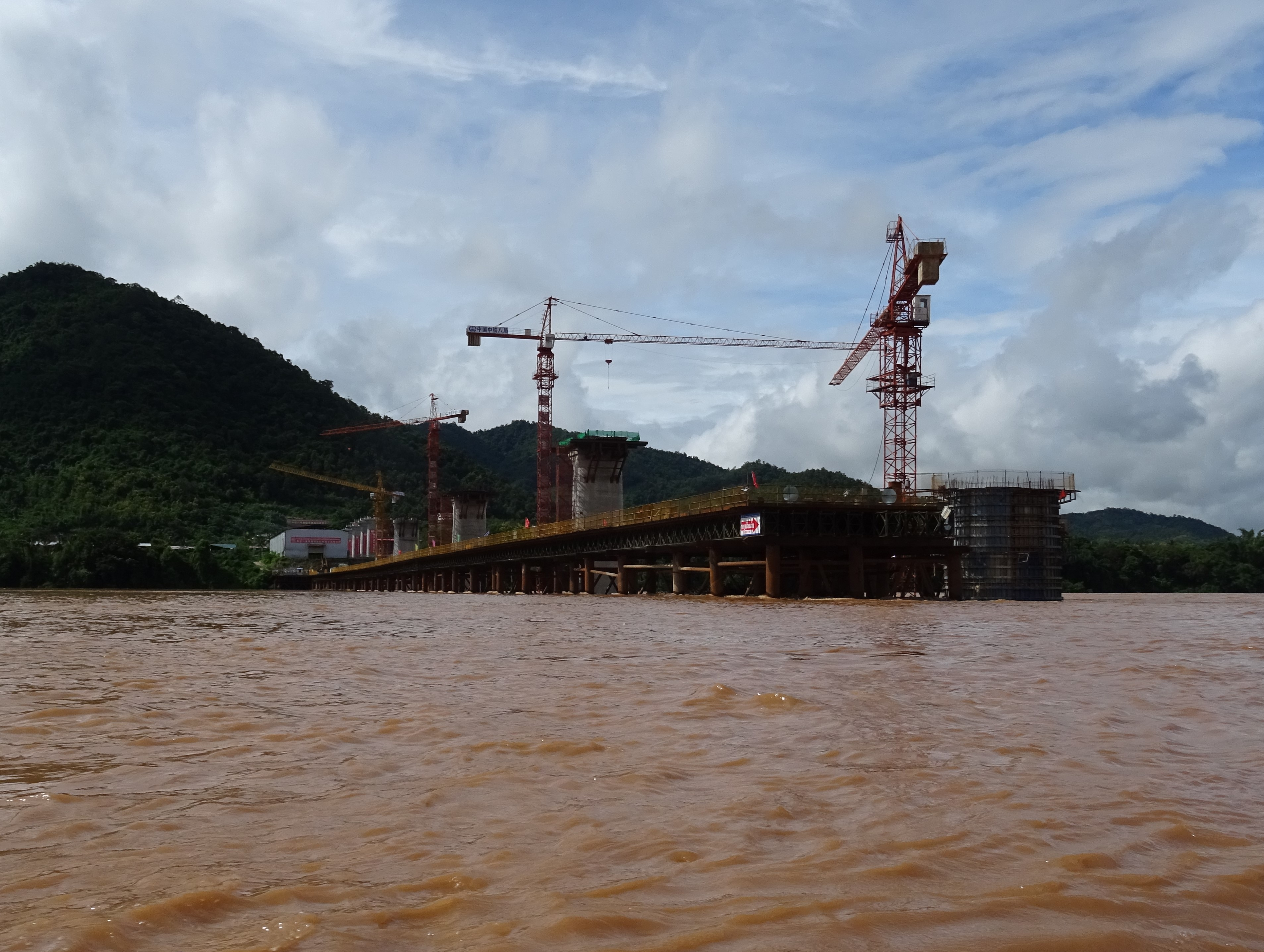
Eisenbahnbrückenbau der China-Laos-Eisenbahn über dem Mekong in der Provinz Luang Prabang

Die Provinz besitzt in der Provinzhauptstadt Luang Prabang einen internationalen Flughafen, den Flughafen Luang Prabang (IATA: LPQ, ICAO: VLLB).
Luang Prabang ist über die Nationalstraße 13 mit Muang Xay im Norden sowie Vang Vieng und Vientiane im Süden verbunden. Die Nationalstraße 13 führt weiter bis hinunter nach Kambodscha.
Auch der Mekong bietet eine wichtige Verkehrsverbindung. Huay Xai flussaufwärts an der thailändischen Grenze (gegenüber dem thailändischen Landkreis Chiang Khong) kann zum Beispiel von der Provinzhauptstadt aus mit einem langsamen Boot in zwei Tagen erreicht werden, wobei meist ein Zwischenstopp in Pakbeng (Provinz Oudomxay) eingelegt wird.

## Verwaltungseinheiten
Die Provinz besteht aus den folgenden Distrikten:
| Code  | Distrikt     | Lao                   |
| ----- | ------------ | --------------------- |
|       |              |                       |
| 06-01 | Luangprabang | ເມືອງຫຼວງພະບາງ ຫຼວງພະບາງ |
| 06-02 | Xieng ngeun  | ຊຽງເງິນ                |
| 06-03 | Nan          | ນານ                   |
| 06-04 | Pak Ou       | ປາກອູ                  |
| 06-05 | Nambak       | ນ້ຳບາກ                 |
| 06-06 | Ngoi         | ງອຍ                   |
| 06-07 | Pak Xeng     | ປາກແຊງ                |
| 06-08 | Phonxay      | ໂພນໄຊ                 |
| 06-09 | Chomphet     | ຈອມເພັດ                |
| 06-10 | Viengkham    | ວຽງຄຳ                 |
| 06-11 | Phoukhoune   | ພູຄູນ                   |
| 06-12 | Phonthong    | ເມືອງໂພນທອງ            |